# Kapoly
Kapoly is een plaats (község) en gemeente in het Hongaarse comitaat Somogy. Kapoly telt 712 inwoners (2007).

## Voetnoten
1. 1 2  2007-es KSH-adatok